# Don’t Tell Me (Avril-Lavigne-Lied)
Don’t Tell Me ist ein Lied der kanadischen Sängerin Avril Lavigne, das im März 2004 als erste Single aus ihrem zwei Monate später erscheinenden zweiten Album Under My Skin veröffentlicht wurde.
Das Lied sollte eigentlich auf ihrem ersten Album Let Go erscheinen, aber wurden mit anderen Liedern ausgetauscht.

## Text
Dieses Lied handelt von einem Mädchen, das den Versuch eines Jungen ablehnt, mit ihr Geschlechtsverkehr zu haben.

## Rezeption
Das Lied erreichte Platz 23 der amerikanischen Billboard Hot 100 und Platz 5 in Großbritannien.

### Auszeichnungen für Musikverkäufe
| Land/Region               | Auszeichnungen für Musikverkäufe (Land/Region, Auszeichnung, Verkäufe) | Verkäufe |
| ------------------------- | ---------------------------------------------------------------------- | -------- |
| Australien (ARIA)         | Gold                                                                   | 35.000   |
| Vereinigte Staaten (RIAA) | Gold                                                                   | 500.000  |
| Insgesamt                 | 2× Gold ·                                                              | 535.000  |

Hauptartikel: Avril Lavigne/Auszeichnungen für Musikverkäufe